# Creatonotos perineti
Creatonotos perineti là một loài bướm đêm thuộc phân họ Arctiinae, họ Erebidae.